# Jednoljušturaši
Jednoljušturaši (lat. Monoplacophora), razred mekušaca koji su do 1952. poznati samo po fosilima, a onda je otkriven rod Neopilina u Tihom oceanu. Najsličniji su zajedničkom hipotetičkom pretku mekušaca. Pripadaju dubokomorskim organizmima. To su male, spljoštene životinje s jednom bilateralno simetričnom ljušturom. Imaju stopalo i plaštanu šupljinu.
Red Tryblidiida
Porodica Laevipilinidae (5)
Nadporodica Tryblidioidea
Porodica Neopilinidae  (17)
Porodica Tryblidiidae
Porodica Palaeacmaeidae (Wahlman, 1992)
Porodica Micropilinidae (6)
Porodica Monoplacophoridae (1)